# 梅维尔-弗朗斯维尔普拉日
梅维尔-弗朗斯维尔普拉日（法語：Merville-Franceville-Plage，法語發音：[mɛʁvil fʁɑ̃svil plaʒ] ⓘ）是法国卡尔瓦多斯省的一个市镇，属于卡昂区。

## 地理
梅维尔-弗朗斯维尔普拉日（49°16'41"N, 0°12'12"W）面积10.42 平方千米，位于法国诺曼底大区卡爾瓦多斯省，该省份为法国西北部沿海省份，北濒大西洋英吉利海峡，东北与滨海塞纳省以海上边界相接，东临厄尔省，南至奧恩省，西与芒什省接壤。
与梅维尔-弗朗斯维尔普拉日接壤的市镇（或旧市镇、城区）包括：昂夫勒维尔、布雷维尔莱蒙、欧日地区戈讷维尔、维斯特雷阿姆、萨勒内勒、瓦拉维尔。

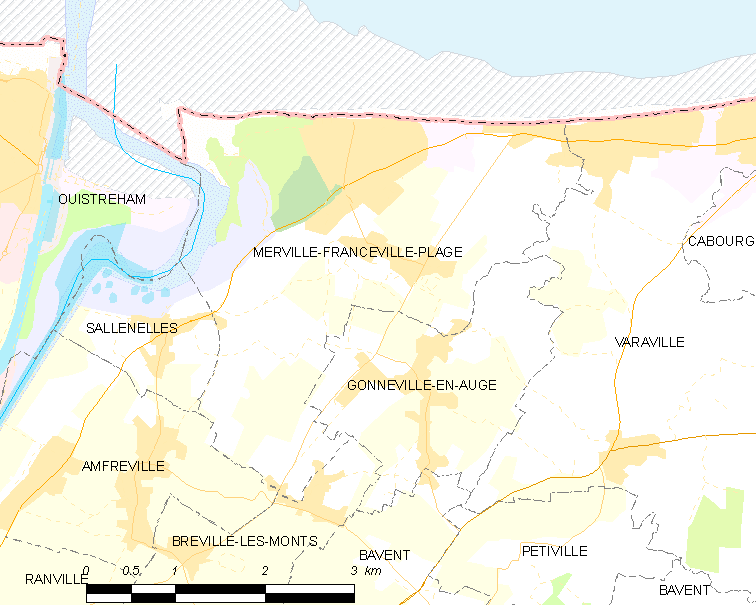
梅维尔-弗朗斯维尔普拉日的OSM定位图

梅维尔-弗朗斯维尔普拉日的时区为UTC+01:00、UTC+02:00（夏令时）。

## 行政
梅维尔-弗朗斯维尔普拉日的邮政编码为14810，INSEE市镇编码为14409。

## 政治
梅维尔-弗朗斯维尔普拉日所属的省级选区为卡堡县。

## 人口

1962-2008年间梅维尔-弗朗斯维尔普拉日人口变化图示

梅维尔-弗朗斯维尔普拉日于2022年1月1日时的人口数量为2222人。